# Gregory Nagy
Gregory Nagy (in ungherese Gergely Nagy, ˈnɒɟ; Budapest, 22 ottobre 1942) è un grecista e filologo classico ungherese naturalizzato statunitense, docente di Lettere Classiche presso l'Università di Harvard e specialista di Omero e della poesia greca arcaica.
Nagy è noto per l'estensione delle teorie di Milman Parry e Albert Lord relative alla composizione orale direttamente durante la narrazione di Iliade e Odissea.

## Biografia

### Studi e carriera
Nagy conseguì il Bachelor of Arts presso l'Università dell'Indiana nel 1962 in Lettere Classiche e Linguistica e il Dottorato di ricerca presso l'Università di Harvard nel 1966 in Filologia classica.
Dal 1966, è stato professore presso l'Università di Harvard.
Dal 2000, è stato direttore del Center for Hellenic Studies, una scuola di Harvard ubicata a Washington.
Egli detiene la cattedra di Francis Jones come professore di Letteratura greca classica e professore di Letteratura comparata a Harvard e continua ad insegnare in part-time presso il campus di Harvard a Cambridge, Massachusetts.
Dal 1994 al 2000, è stato preside del Dipartimento di Lettere Antiche dell'Università di Harvard e, dal 1989 al 1994, è stato presidente della Harvard's undergraduate Literature Concentration.
Egli è anche stato presidente dell'American Philological Association nell'anno accademico 1990-91.

### Offerta aperta e massiva del corso
Nel 2013 Harvard offrì il suo celebre corso The Ancient Greek Hero, che migliaia di studenti dell'Università avevano seguito negli ultimi decenni attraverso edX, sotto forma di corso online aperta alle masse (massive open online course - MOOC).
Per assistere il professor Nagy, Harvard fece appello agli studenti, a volontari, nonché a mentori online e a manager di gruppi di discussione.
Anche circa 10 ex insegnanti si prestarono come volontari.
L'obiettivo dei volontari è di focalizzare la discussione online della classe sul materiale del corso.
Il corso ebbe 27 000 studenti registrati.

## Vita privata
Nagy e sua moglie Olga Davidson, lettrice nel Brandeis' Humanities Program e presidente della Ilex Foundation, furono co-rettori della Currier House a Harvard dal 1986 al 1990.
Nagy ha due fratelli attivi in campi analoghi al suo: Blaise Nagy è docente di Lettere Classiche presso il College of the Holy Cross a Worcester, nel Massachusetts, mentre Joseph F. Nagy è professore di Folklore e Mitologia celtica presso la UCLA.

## Opere

### Saggi in volume
- Gregory Nagy, Greek Dialects and the Transformation of an Indo-European Process, Harvard University Press, 1970.
- Gregory Nagy, Comparative Studies in Greek and Indic Meter, Harvard University Press, 1974.
- Gregory Nagy, The Best of the Achaeans: Concepts of the Hero in Archaic Greek Poetry, Revised Edition, Johns Hopkins University Press, 1998; pubblicazione originale 1979.
- Gregory Nagy, Greek Mythology and Poetics, Cornell University Press, 1990.
- Gregory Nagy, Pindar's Homer: The Lyric Possession of an Epic Past Archiviato il 15 settembre 2016 in Internet Archive., Johns Hopkins University Press, 1990.
- Gregory Nagy, Poetry as performance. Homer and beyond., Cambridge University Press, 1996.
- Gregory Nagy, Homeric Questions, University of Texas Press, 1996.
- Gregory Nagy, Plato's Rhapsody and Homer's Music : The Poetics of the Panathenaic Festival in Classical Athens, Harvard University Press, 2002.
- Gregory Nagy, Homeric Responses, University of Texas Press, 2003.
- Gregory Nagy, Homer's Text And Language, University of Illinois Press, 2004.
- Gregory Nagy, Homer: The Preclassic, University of California Press, 2010.
- Gregory Nagy, The Ancient Greek Hero in 24 Hours, Harvard University Press, 2013.

### Studi in riviste letterarie
- Gregory Nagy, The Professional Muse and Models of Prestige in Ancient Greece, in: Cultural Critique, 12 (1989), pagg. 133–143.
- Gregory Nagy, Early Greek Views of Poets and Poetry, in: The Cambridge History of Literary Criticism, vol. 1, ed. G. Kennedy, Cambridge, 1989 ( paperback 1993), pagg. 1–77.
- Gregory Nagy, The Crisis of Performance, in: The Ends of Rhetoric: History, Theory, Practice, ed. J. Bender and D.E. Wellbery, Stanford, 1990, pagg. 43–59.
- Gregory Nagy, Distortion diachronique dans l'art homérique: quelques précisions, in: Constructions du temps dans le monde ancien, ed. C. Darbo-Peschanski, Parigi, 2000, pagg. 417–426.

### Curatele e co-curatele
- Victor Bers, G. Nagy (a cura di), The Classics In East Europe: From the End of World War II to the Present, American Philological Association Pamphlet Series, 1996.
- Nicole Loraux, G. Nagy, L. Slatkin (a cura di), Postwar French Thought vol. 3, Antiquities, New Press, 2001.
- Gregory Nagy (a cura di), edizione con introduzioni molto brevi alle raccolte di articoli ristampati: Greek Literature, Taylor and Francis, London, 2001; Routledge, 2002, 9 volumi. [4]